# 葉菲姆·布朗夫曼
叶菲姆·瑙莫维奇·布朗夫曼（羅馬化：Yefim Naumovich Bronfman；1958年4月10日—），以色列裔美国钢琴家。
老師為阿里·瓦爾迪、魯道夫·弗庫斯尼、里昂·弗萊舍和鲁道夫·塞尔金。1975年與祖宾·梅塔和蒙特利尔交响乐团首次亮相國際舞台。